# Кемск
Кемск — деревня в Мшинском сельском поселении Лужского района Ленинградской области.

## История
Впервые упоминается в писцовой книге Водской пятины 1500 года, как деревня Кемско, в Никольском Грезневского погосте Копорского уезда.
На карте Ингерманландии А. И. Бергенгейма, составленной по шведским материалам 1676 года, она обозначена как деревня Kiemska.
На шведской «Генеральной карте провинции Ингерманландии» 1704 года, также Kiemska.
На «Географическом чертеже Ижорской земли» Адриана Шонбека 1705 года, как деревня Кемска.
Как деревня Кемская она упоминается на карте Санкт-Петербургской губернии 1792 года, А. М. Вильбрехта.
Как деревня Кемск на границе с Лужским уездом, она обозначена на карте Санкт-Петербургской губернии Ф. Ф. Шуберта 1834 года.

КЕМСКО — деревня принадлежит Марии Федотовне Данауровой, действительной статской советнице и кавалерственной даме, число жителей по ревизии: 22 м. п., 24 ж. п. (1838 год)

Как деревня Кемск она отмечена на карте профессора С. С. Куторги 1852 года.

КЕМСКО — деревня коллежского асессора Хоруженко, по почтовому тракту, число дворов — 6, число душ — 31 м. п. (1856 год)

КЕМСКО — деревня владельческая при колодце, число дворов — 12, число жителей: 35 м. п., 32 ж. п. (1862 год)

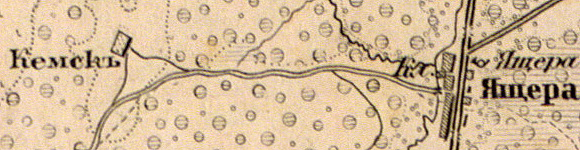
Деревня Кемск на карте 1863 года

Согласно карте из «Исторического атласа Санкт-Петербургской Губернии» 1863 года деревня называлась Кемск.
В 1868 году временнообязанные крестьяне деревни выкупили свои земельные наделы у Д. Г. Хоруменко и стали собственниками земли.
Сборник Центрального статистического комитета описывал её так:

КЕМСКА — деревня бывшая владельческая, дворов — 18, жителей — 92; лавка. (1885 год)

В XIX — начале XX века деревня административно относилась к Рождественской волости 3-го земского участка 2-го стана Царскосельского уезда Санкт-Петербургской губернии.
По данным «Памятной книжки Санкт-Петербургской губернии» за 1905 год деревня называлась Кемско, она вместе с Липовским стеклянным заводом Виддера образовывала Кемское сельское общество.
С 1917 по 1922 год деревня Кемск входила в состав Кемского сельсовета Рождественской волости Детскосельского уезда.
С 1922 года, в составе Ящерского сельсовета.
С 1923 года, в составе Гатчинского уезда.
С 1927 года, в составе Лужского района.
В 1928 году население деревни Кемск составляло 168 человек.
С 1932 года, в составе Красногвардейского района.
По данным 1933 года деревня Кемск входила в состав Ящерского сельсовета Красногвардейского района.
Деревня была освобождена от немецко-фашистских оккупантов 3 февраля 1944 года.
С июня 1954 года, в составе Сорочинского сельсовета Гатчинского района.
В 1958 году население деревни Кемск составляло 25 человек.
С июля 1959 года, в составе Мшинского сельсовета Гатчинского района.
С февраля 1963 года, в составе Мшинского сельсовета Лужского района.
По данным 1966, 1973 и 1990 годов деревня Кемск входила в состав Мшинского сельсовета.
По данным 1997 года в деревне Кемск Мшинской волости проживали 2 человека, в 2002 году — постоянного населения не было.
В 2007 году в деревне Кемск Мшинского СП также не было постоянного населения.

## География
Деревня расположена в северной части района на автодороге 41К-704 (Большая Ящера — Кемск).
Расстояние до административного центра поселения — 20 км.
Расстояние до ближайшей железнодорожной платформы Дивенская — 17 км.
Близ деревни протекает Глухой ручей.

## Демография
| 1862 | 2007 | 2010 | 2017 |
| ---- | ---- | ---- | ---- |
| 67   | ↘0   | →0   | ↗4   |

## Улицы
Берёзовая.